# Obywatelski Sojusz Demokratyczny
Obywatelski Sojusz Demokratyczny (cz. Občanská demokratická aliance, ODA) – czeska partia polityczna o profilu konserwatywno-liberalnym, działająca w latach 1989–2007.

## Historia
Sojusz powstał 17 grudnia 1989, został założony przez grupę prawicowych intelektualistów, głoszących hasła nowoczesnego konserwatyzmu oraz konieczność demokratyzacji, wprowadzania gospodarki rynkowej i samorządności. Do 1991 partia działała w ramach Forum Obywatelskiego. W 1992 partia wystartowała w wyborach do Czeskiej Rady Narodowej, uzyskując 5,9% głosów i 14 mandatów. W 1996 sojusz poparło 6,4% głosujących, co przełożyło się na 13 miejsc w Izbie Poselskiej. Od 1993 do 1998 partia uczestniczyła we władzy wykonawczej, wchodząc w skład rządów, którymi kierowali Václav Klaus i następnie Josef Tošovský. Z jej rekomendacji Jan Kalvoda i Jiří Skalický pełnili funkcję wicepremiera.
W 1998 ugrupowanie nie wystartowało w przedterminowych wyborach parlamentarnych. Wchodziło później w skład tworzonej przez partie centrowe i centroprawicowe Czwórkoalicji. Posiadało jeszcze przez kilka lat niewielką reprezentację w Senacie (jej przedstawicielem był m.in. Karel Schwarzenberg). W 2002 sojusz wystawił własną listę wyborczą, którą poparło 0,5% głosujących. W 2007 partia została rozwiązana.

## Przewodniczący
- 1989–1992: Pavel Bratinka
- 1992–1997: Jan Kalvoda
- 1997–1997: Michael Žantovský
- 1997–1998: Jiří Skalický
- 1998–2001: Daniel Kroupa
- 2001–2002: Michael Žantovský
- 2002–2007: Jiřina Nováková[1][3]